# Pachuco López
Pachuco López, mit bürgerlichem Namen Manuel López (* 1936 in Dolores Hidalgo; † 30. Dezember 2023), war ein mexikanischer Fußballspieler, der im Mittelfeld agierte.

## Leben
Pachuco López wuchs in El Salto, Jalisco, auf und begann mit dem organisierten Fußballsport beim dortigen Club Atlante, der über viele Jahre hinweg als Talentschmiede für die in der benachbarten Großstadt Guadalajara beheimateten Vereine wie Atlas und Chivas fungierte.
Pachuco verschlug es jedoch nach León, Guanajuato, wo er zunächst für Unión de Curtidores spielte, aber bereits nach kurzer Zeit 1956 zum Club León stieß, der in den vergangenen Jahren die zu jener Zeit wohl beste Vereinsmannschaft der mexikanischen Liga stellte, die gerade erst ihren vierten Meistertitel innerhalb von acht Jahren gewonnen hatte.
Obwohl Pachuco López mehr als zehn Jahre für die Esmeraldas spielte, war ihm ein Meistertitel nicht vergönnt, da es in den Spielzeiten 1972/73 und 1974/75 jeweils nur zur Vizemeisterschaft reichte. Dafür gewann er mit León dreimal den Pokalwettbewerb und zweimal den Supercup und wurde von der mexikanischen Sportzeitschrift Récord in die „beste Mannschaft der Vereinsgeschichte“ aufgenommen.
López starb im Dezember 2023 im Alter von 87 Jahren.

## Titel
- Mexikanischer Pokalsieger: 1967, 1971, 1972
- Mexikanischer Supercup: 1971, 1972